# Beira-Mar (filme)
Beira-Mar é um filme de drama juvenil brasileiro, dirigido por Filipe Matzembacher e Marcio Reolon lançado em 2015.

## Sinopse
Numa viagem ao litoral do sul brasileiro, os amigos Martin e Tomaz unem-se na tarefa que Martin tem; buscar documentos solicitados pelo pai, os quais se encontram com familiares que residem no litoral. Enclausurados durante o fim de semana numa cidade pequena, em pleno inverno, os dois jovens buscam reaproximar a antiga amizade e fazem novas descobertas.

## Elenco
| Ator/atriz         | personagem |
| ------------------ | ---------- |
| Mateus Almada      | Martin     |
| Maurício Barcellos | Tomaz      |
| Ariel Artur        | segurança  |
| Irene Brietzke     | Marisa     |
| Elisa Brittes      | Natalia    |
| Maitê Felistoffa   | Carol      |
| Francisco Gick     | Maurício   |
| Fernando Hart      | Bento      |
| Danuta Zaguetto    | Luíza      |

## Produção
Foi gravado em julho de 2012e em ordem cronológica durante o inverno no litoral do Capão da Canoa. A câmera foi posicionada em cena de modo não convencional (perto ou longe) para representar um "terceiro amigo". Uma das casas onde o filme é ambientado pertence a família do diretor Márcio Reolon, já a casa dos avós de Martin é dos avós de Filipe Matzembacher.
Embora o filme não seja autobiográfico, o roteiro foi construído a partir de algumas memórias afetivas dos diretores.

## Recepção

### Lançamento e prêmios
O filme estreou na Mostra Forum do 65º Festival Internacional de Cinema de Berlim, em 2015. Foi premiado com menção honrosa no Festival de Cinema de Guadalajara. No Brasil, sua estreia foi no Festival do Rio, consagrando-se vencedor de Melhor Filme da Mostra Novos Rumos, e do Prêmio Especial do Júri Felix.

### Brasileira
Na Folha de S.Paulo, Cássio Starling Carlos disse que "dá para dormir em boa parte de 'Beira-Mar' sem perder nada". Em sua crítica no GZH, Daniel Feix disse que o filme é "mais intimista e minimalista em sua dramaturgia, 'Beira-Mar' exige bastante do espectador. Mas é um filme que vale a pena."
Em sua revisão no CinePOP, Raphael Camacho disse que é "muito bem dirigido, possui diálogos abertos, diretos, honestos, mas que acabam não sendo tão objetivos por conta dos dois primeiros atos, mesmo que nesse caminho chegue a um brilhante terceiro ato." Na revista Veja (Rio), Miguel Barbieri Jr. avaliou com 3 de 5 estrelas dizendo que "um roteiro mais elaborado (e de mais estofo) faria bem à produção independente. No entanto, a dupla de cineastas possui inegável talento para registrar os embaços dos protagonistas."
No Papo de Cinema, Willian Silveira comentou que, "dotado de uma sensibilidade construída quadro a quadro, Beira-Mar envolve o espectador por um talento da despretensão (...) o que vemos na tela é natural, por isso tão cru – por isso tão denso."

### Internacional
Na Variety, Peter Debruge disse "que é tão escasso em detalhes que muitas vezes é difícil discernir exatamente o que está acontecendo entre seus dois jovens protagonistas." Escrevendo para The Hollywood Reporter, David Rooney disse que "embora seja claramente carregado de investimento pessoal (...) a abordagem contida muitas vezes se traduz em letargia."
No El Pais (Espanha), Javier Ocana disse que é "um filme tão incerto quanto a sexualidade dos personagens principais, rodado com um daqueles roteiros minimalistas que estão em alta no cenário do autor." Irene Crespo, em sua crítica para o Cinemanía (Espanha) disse que é "uma história íntima e sutil sobre como descobrir sua homossexualidade."